# Atrichopogon nigribasalis
Atrichopogon nigribasalis är en tvåvingeart som beskrevs av Tokunaga 1959. Atrichopogon nigribasalis ingår i släktet Atrichopogon och familjen svidknott. Inga underarter finns listade i Catalogue of Life.